# يوسف اسطفان
يوسف اسطفان (1729 - 1793) بطريرك أنطاكية الماروني الثالث والستون من 1766 وحتى وفاته عام 1793، في حبرية طويلة دامت نحو 27 عامًا. شابت حبريته عدد من المشاكل مع المطارنة ومع الكرسي الرسولي، وأوقف عن الخدمة البطريركية لبرهة قبل أن يعود إليها مجددًا؛ كما عقد في عهده أربعة مجامع مارونيّة لحلّ القلاقل الناجمة عن الخلافات، وصدرت المراسيم السبعة التي تنظّم العلاقة بين البطريرك والبابا من جهة، والبطريرك والأساقفة من جهة ثانية. أبدى البطريرك اسطفان أيضًا اهتمامه الخاص بالتعليم والليتورجيا، وكان لعلاقته الداخلية مع الإقطاع الماروني لاسيّما سعد الخوري، وعلاقته الخارجية مع المملكة الفرنسية، آثارًا طيبة على استقرار المنطقة والكنيسة في حبريته؛ كذلك فإن تحول الأمراء الشهابيين إلى المسيحية وانضمامهم إلى الكنيسة المارونية بدأ في أيام حبريته.

## حياته

### النشأة وحبريته
ولد البطريرك اسطفان في غوسطا الواقعة ضمن قضاء كسروان عام 1729، وانخرط في سلك الكهنوت باكرًا، ثم أوفد إلى المدرسة المارونية في روما ليتابع دروسه هناك، وفيها نال شهادة الدكتوراه في الحق الكنسي واللغات. بعد عودته إلى جبل لبنان سيم أسقفًا على بيروت عام 1750 بيد البطريرك سمعان العواد؛ وبعد وفاة البطريرك طوبيا الخازن في 19 مايو 1766 انتخبه الأساقفة بطريركًا في 9 يونيو ونال درع التثبيت والشراكة من البابا كليمنت الثالث عشر في 6 أبريل 1767. اتحذ البطريرك من دير القديس يوسف في قريته غوسطا، مقرًا بطريركيًا، وكان البطاركة الموارنة في القرن الثامن عشر كثيرو التنقل؛ الدير الذي أقام فيه البطريرك كان قد شيّده والده في عقار خاص به؛ كما تم خلال عهده بناء دير بكركي وضمه إلى أملاك الكرسي البطريركي.
كانت أولى المشاكل التي واجهت البطريرك انقسام الرهبنة المارونية والخلافات المستفحلة بين جناحيها، الأول المعروف باللبناني والثاني المعروف بالحلبي؛ بعد حوالي قرن من تأسيس الرهبنة عام 1695، وصل الخلاف لدرجة الانقسام، فأشرف البطريرك بنفسه على قسمة الرهبنة إلى رهبانيتين الأولى عرفت بالرهبنة اللبنانية أو الرهبنة البلدية المارونية، والثانية الرهبنة المريمية المارونية. وكان الحل بالقسمة، قد صدر بناءً على تفويض البابا كليمنت الثالث عشر، لكل من البطريرك ورئيس الرهبنة الفرنسيسكانية وحارس الأراضي المقدسة، بإيجاد حل لهذه القضية، وبعد موافقة مجمع نشر الإيمان، صدّق عليها البابا كليمنت الرابع عشر في عام 1770. عمومًا فإن الليتنة، كانت إحدى أبرز سمات العلاقات بين الكنائس الكاثوليكية الشرقية والكنيسة الرومانية خلال القرن الثامن عشر.

### المجامع
عقد البطريرك اسطفان أربع مجامع، الأول في غوسطا يوم 16 - 21 سبتمبر 1768 بحضور القاصد الرسولي، وكان الهدف الأساسي منه «التشدد في تطبيق رسوم المجمع اللبناني»، وحل الخلاف الناشئ بين البطريرك والمطران يوحنا اسطفان؛ كما قرر المجمع بعدم جواز استخدام الرهبان في الرعايا إلا في حال الضرورة القصوى. المجمع في جلسته الثالثة، أقرّ بعدم جواز زواج المارونيّات من غير الموارنة حتى لو كانوا كاثوليكًا، وفي حالة كون الطرف الثاني كاثوليكيًا يجوز الزواج به بعد موافقة الأسقف الماروني؛ غير أن هذا القرار بكلّ الأحوال ألغي مع تطور التشريع الكنسي؛ كما حرّم اختلاط الكهنة الموارنة بغير الكهنة الكاثوليك لا في الجنازات ولا في سواها من الرتب؛ وهذا القانون الصادر بالحق الكنسي ألغي بدوره مع تطور التشريع. أقرّ المجمع أيضًا، تحريم توارث المناصب في الكنيسة، فغالبًا داخل القرى المارونية كان الكاهن يخلف أباه بعد شيخوخته، وكذلك حصل في عدد من الأبرشيات ذاتها، علمًا أن القضية تعرضت لها عدد من الكنائس الشرقية الأخرى. كما نظم المجمع شؤون جباية العشور في الكنيسة.
المجمع الثاني الذي عقده البطريرك اسطفان، كان مجمع ميفوق بين 21-24 يوليو 1780 بعد تفاقم قضية الراهبة هندية وربط البطريرك عن ممارسة مهامه البطريركية. خلال المجمع، جاهر الحاضرون بالإيمان الكاثوليكي والصلة مع الكرسي الرسولي ورفض أي قرار يخالف هذه الشراكة، وأقرّ الحرم البابوي بالراهبة هندية العجيمي، وعينوا المطران ميخائيل الخازن مدبرًا بطريركيًا لحين البتّ في قضية ربط البطريرك نهائيًا. وكذلك أقرّ المراسيم السبعة الصادرة عن مجمع انتشار الإيمان عام 1777 والتي كان البطريرك قد سبق واعترض عليها، وألغى عدم جواز خدمة الرهبان في الرعايا إلا باقتضاء الضرورة. كما حرّم المجمع دفن غير الموارنة في المدافن المارونية، وأن يحتفل بالقدّاس الإلهي كهنة غير كاثوليك - لاحقًا عدّل القانون بالحق الخاص بحيث يسمح لغير الكاثوليك الحضور لا الاحتفال - كما نظم المجمع علاقة الكهنة الموارنة بالكهنة الروم الملكيين الكاثوليك، فمنع الكاهن الماروني من القيام بحلّ ما يحفظ لكنيسة الروم الكاثوليك بشكل خاص، وفي المقابل شدد على «عدم جواز تدخل الروم الملكيين في قضايا ملتنا». أقرّ المجمع أيضًا عدة قضايا إدارية، كإلزام عقد مجمع تشاوري برئاسة البطريرك كل ثلاث سنوات، وضم دير بكركي إلى الأملاك البطريركية، وأن لا يكون توقيع البطريرك شبيهًا بتوقيع الحبر الروماني. أقرّ مجمع ميفوق أيضًا للمرة الأولى الاحتفال بذكرى الحبل بالعذراء مريم.
المجمع الثالث الذي عقده البطريرك اسطفان، كان مجمع عين شقيق في 16 سبتمبر 1787 بعد عودته إلى البطريركية وبأمر من البابا بيوس السادس، وأقرّ أمورًا إدارية قليلة الأهميّة. أما المجمع الرابع الذي عقده البطريرك اسطفان فهو مجمع بكركي الأول في 3 ديسمبر 1790 بأمر البابا بيوس السادس، وأعيد فيه إقرار تقسيم الأبرشيات كما رسمها المجمع اللبناني وثبتها البابا بندكت الرابع عشر، ونظم طريقة انتخاب المطارنة، ونظم المقرات البطريركية، ودور الوجهاء الموارنة في انتخاب المطارنة - وهو دور ألغي بالحق الخاص لاحقًا - كما ألغى المجمع الأديرة المختلطة والأموال الخاصة بالأساقفة، وأوجب على البطريرك بنفسه أو من ينتدبه زيارة الأبرشيات كل ثلاث سنين مرّة على الأقل.

### التعديلات الليتورجية
ألف البطريرك كثيرًا من الصلوات والأدعية الليتورجية، وعدد من القصائد ذات الوزن التي ترنّم في القداس والمعروفة باسم الأفراميات، وخصص بعضها لمناسبات معينة كمساء أعياد القديسين أو سواه؛ إلى جانب رتبتين بارزتين هما السجدة في عيد العنصرة والتسع أيام السابقة للميلاد، إلى جانب رتب أقل انتشارًا مثل رتبة تبريك الماء يوم عيد القديسين بطرس وبولس، ورتبة منح البركة من أيقونة العذراء. أصدر البطريرك أيضًا رتبة جديدة للقداس الماروني، واستحدث عيدًا خاصًا بقلب يسوع الأقدس يسبقه صوم ثلاث أيام، غير أن مجمع ميفوق أبطل هذه التعديلات لكونها صدرت دون التشاور مع المصفّ الأسقفي ولا مع الكرسي الرسولي.

### اهتمامه بالتعليم
اهتمّ البطريرك بالتعليم سواءً للعلمانيين أو الإكليروس، وتشير المراسلات البطريركية إلى امتعاض البطريرك من وجود نحو ثلاثة آلاف كاهن لا يجيدون القراءة حتى الإنجيل. فأعاد تأسيس وتوسعة المدرسة المارونية في روما عام 1788، وتنازل عن ملك عائلته في عين ورقة لتأسيس مدرسة تعتبر من أولى جامعات المشرق العربي عام 1789، طلب فيها تعليم العلوم المختلفة على نفقة البطريركية.

## علاقته بالكرسي الرسولي

### قضية الراهبة هندية
تعتبر قضية الراهبة هندية أكبر المشاكل التي واجهها البطريرك، والتي أدت إلى ربطه عن ممارسة أعماله البطريركية. وقضية الراهبة الحلبيّة الأصل، التي أسست رهبنة نسائية معروفة باسم «رهبنة قلب يسوع الأقدس» في بكركي القريبة من غوسطا، ونالت شهرة وتكاثرت الراهبات من حولها، فثبتها البطريرك ورهبنتها بقوانين رسمية عام 1771، وإذ كانت الرهبنة تنمو، منحها ديرين إضافيين إلى جانب دير بكركي.
في عام 1777 اعترض عدد من الأساقفة على الراهبة هندية أمام المجمع المقدس والبابا بيوس السادس، غير أن البطريرك دافع عنها بهوادة. بنتيجة المحاججة، أرسل البابا قاصدًا رسوليًا إلى لبنان للتحقق في صحة القضية، غير أنّ القاصد برئ ساحتها، ما جعل البطريرك أكثر تمسكًا بها في وجوه مناوئيه. غير أن استمرار الجدل في قضيتها، دفعت المجمع المقدس في روما إرسال موفد آخر عام 1778، وإذ وجد بنتيجة تحقيقاته هرطقة ومخالفة لتعاليم الكنيسة فيما تلقنه الراهبة هندية ضمن أحد كتبها الذي أسمته «اللاهوت السرّي» ففي أحد بنود الكتاب تذكر أن اتحاد المسيحي في المسيح عن طريق القربان كاتحاد لاهوته بناسوته.
نتيجة التحقيق، أصدر البابا بيوس السادس قرارًا مؤرخًا في 25 يونيو 1779 يقضي بإلغاء رهبنتها، وتوزيع راهباتها على سائر الرهبنات، وتحديد إقامتها في أحد الأديار. كما أرسل خطاب توبيخ للبطريرك. كما طلب القاصد الرسولي في لبنان من البطريرك توقيع مرسوم يتراجع به عن الإنعامات والامتيازات التي سبق أن منح البطريرك إياها للرهبنة، غير أن البطريرك رفض؛ فلما علم الكرسي الرسولي بالأمر أصدر البابا قرارًا بربطه عن ممارسة سلطاته البطريركية؛ وأقام مطران قيصرية ميخائيل الخازن ليكون مدبرًا بطريركيًا للطائفة طالما كان البطريرك مربوطًا عن التصرف.
نتيجة الربط، اتجه البطريرك إلى عكا ليسافر منها إلى روما، غير أن مرضًا أصابه هناك منعه في السفر، في حين سادت حالة من البلبلة الطائفة، وكتب قنصل فرنسا في بيروت غندور سعد الخوري، وكذلك حاكم جبل لبنان يوسف الشهابي، إلى البابا بيوس السادس في مدح البطريرك، وطلب القنصل من رؤساء الأساقفة والرهبانيات القيام بالأمر ذاته، نشرت جميع هذه الرسائل في كتاب سلسلة البطاركة الموارنة لرشيد الشرتوني في القرن التاسع عشر. الرد البابوي كان في 18 سبتمبر 1884 موجهًا إلى قنصل فرنسا في بيروت غندور سعد الخوري برسالة من البابا بيوس السادس، يعيد فيها البطريرك إلى ممارسة سلطاته البطريركية ويبدي حرصه على استقرار الطائفة المارونية. أما البطريرك فقد وقّع في 28 مايو 1784 على إقراره بخطأه وإقراره بالمراسيم البابوية لعام 1779؛ كما قبل بمراسيم سابقة صادرة عن مجمع نشر الإيمان عام 1777 تتعلق بصلاحيات البطريرك. في أعقاب ذلك، عاد البطريرك من عكا بصحبة القاصد الرسولي إلى غوسطا، حيث أعيد تقليده المنصب البطريركي.

### مراسيم 1777
مراسيم 1777 هي سبعة مراسيم صادرة عن مجمع نشر الإيمان في روما تتعلق بصلاحيات البطريرك الشرقي في الكنيسة الكاثوليكية، وتقلّص من صلاحياته المعروفة، بأن نزعت قسمًا منها نحو الأساقفة والقسم الثاني نحو البابا، فرفضها البطريرك يوسف اسطفان، ومن ثم عاد وقبل بها عام 1779. المراسيم تتعلق، بعدم جواز تفسيح البطريرك من الأصوام المفروضة بالحق الكنسي الخاص بشكل دائم وإنما يجب أن يكون التفسيح «بناءً على الزمان والمكان». والأمر الثاني، بعدم جواز منح البطريرك غفرانًا كاملاً أو حلاً عامًا للمؤمنين لكون الأمر متعلقًا بالبابا وحده، أو بإذنه على الأقل؛ وتتعلق الغفرانات الكاملة لا بالذنوب من ناحية كونها ذنبًا، بل بالعقوبة عنها من ناحية الحق العام للمؤمنين، وهي ما يتم وفق العقائد الكاثوليكية في المطهر، ولكون البابا المسؤول الأول عن الحق العام للمؤمنين، فلا يجوز لسواه أن يمنح الغفران الكامل المتعلق بقضايا الحق العام الروحية. المرسوم الثالث، كان حول عدم إلزام الأساقفة بمرسوم بطريركي عند زيارة أبرشياتهم أو كراسيهم الأسقفية؛ في حين حدد المرسوم الرابع العشور التي يجبيها الكرسي البطريركي من الأبرشيات المارونية.
المرسوم الخامس منع على البطريرك عزل الأساقفة أو ربطهم عن ممارسة سلطانهم دون موافقة مجمع المطارنة، وسمح له بتأديبهم فحسب. في كان المرسومان الأخيران يتعلقان بالرهبنة وأحكامها.

## العلاقات الداخلية والخارجية

### بالمملكة الفرنسية
كان للبطريرك علاقة قوية مع المملكة الفرنسية، وقد شيّد الملك لويس الخامس عشر كنيسة مار يوسف الحصن في غوطسا عام 1769 بماله الشخصي، وأوفد البطريرك الخوري أنطون كيالة إلى باريس سفيرًا لدى البلاط الفرنسي، وكان من أبرز نتائج البعثة تأسيس القنصلية الفرنسية في بيروت عام 1787 بمرسوم من الملك لويس السادس عشر عام 1787 وتعيين غندور سعد الخوري أول قنصل فرنسي في بيروت، وكان من أعيان الموارنة، كما تمتع بلقبي كونت من الملك الفرنسي وخور أسقف من البطريرك. يذكر أنه، ومنذ العام 1649 كانت الطائفة المارونية قد وضعت قانونًا تحت حماية فرنسا.

### بالإقطاع الماروني والإمارة الشهابية
أيضًا فإن علاقة البطريرك بالإقطاع الماروني المعروف باسم «وجهاء وأعيان الطائفة» كانت قوية، وقد شكلوا سندًا وذراعًا له لاسيّما آل الخوري. إلى جانب آل الخوري، فإن حلقة «الوجهاء» الموارنة كما يظهر من المراسلات البطريركية تشمل آل الخازن وآل حبيش وآل الظاهر وآل الدحداح وآل عوقر ومشايخ جبة بشري. ويشار إلى هذه العائلات في المراسلات البطريركية بشكل متواتر؛ وقد حضر ممثلون عنها جميع المجامع المحلية التي عقدت خلال حبريته. في المقابل، فإنّ عددًا من الأساقفة ورؤساء الرهبانيات كانوا ذوي علاقة متوترة مع البطريرك لاسيّما خلال تفاقم قضية الراهبة هندية.
غدا عام 1767 الأمير يوسف بن ملحم أميرًا على شمال جبل لبنان، وكان وصيه وعضده في الإمارة الشيخ سعد الخوري وهو من أعيان الموارنة وشديد الصلة بالبطريرك. يقول المؤرخ اللبانين كرم رزق أن المرحلة تعتبر شديدة الأهمية بالنسبة للموارنة إذ زاد ثقلهم السياسي والاجتماعي صعودًا ليغدو أصحاب الحكم. لاسيّما بعد تحول الأمير وعدد من أفراد الأسرة عام 1770 إلى المسيحية وانضمامهم إلى الكنيسة المارونية. وقد توسعت الإمارة بناءً على طلب السلطات العثمانية حتى شملت الجبل كلّه وبيروت. وظلّ سعد الخوري على الدوام صلة الوصل بين البطريركية والأمراء.
يقول الأباتي بولس نعمان، أن هذه المرحلة طبعها الانسجام التام ليس بين الكنيسة المارونية والإمارة اللبنانية على اختلاف مذاهب الأمراء وأديانهم، بل بين الكنيسة والزعامة المارونية ممثلة بشكل خاص بآل حبيش وآل الخازن، وقد أظهرت هذه الزعامات حسب رأي نعمان، «غيرة شديدة» على مصلحة الكنيسة، وبقيت العلاقات «صافية لم تتعكر»، وتوجت بتحوّل الإمارة الشهابية إلى إمارة مارونية عام 1770.

## مؤلفاته
للبطريرك مؤلفات كثيرة منها بالعربية والأخرى بالسريانية. منها كتاب في المحاماة عن مار يوحنا مارون الذي رماه البعض بالمونوثيلية؛ ورسالة خاصة بالطرق الملائمة لتربية الأولاد. جميع مؤلفاته الأصلية محفوظة في المكتبة البطريركية في بكركي.

## مواقع خارجية
- بطاركة من تاريخ الموارنة على يوتيوب.
- البطاركة الموارنة.(بالإنجليزية)

| سبقه طوبيا الخازن | بطريرك أنطاكية وسائر المشرق للموارنة 1766 - 1793 | تبعه ميخائيل فاضل |